# Kasai tartomány
A Kasai tartomány a Kongói Demokratikus Köztársaság 2005-ös alkotmánya által létrehozott közigazgatási egység. Az alkotmány 2009. február 18-án, 36 hónappal az alkotmányt elfogadó népszavazás után lépett hatályba. Az új alkotmány a régi Nyugat-Kasai tartományt két részre osztotta fel, melyeknek egyike Kasai tartomány, a korábbi Nyugat-Kasai egyik körzete. A tartomány az ország délnyugati részében fekszik. Keleten a Nyugat-Kasai tartomány másik körzete, a Lulua tartomány határolja. Határos még délnyugaton a Kwango tartománnyal, a Sankuru tartománnyal, a Tshuapa tartománnyal, a Kwilu tartománnyal, a Mai-Ndombe tartománnyal és délen Angolával. Fővárosa Luebo. A tartomány nemzeti nyelve a csiluba.

## Története
A Kasai tartomány a Kongói Demokratikus Köztársaság közigazgatás szempontjából talán egyik legtöbbször átszervezett régiójához tartozik. A tartományt többször összevonták más tartományokkal, majd ismét felosztották, más nevet kapott. Az új alkotmány végezetül önálló tartományi jogot adott neki.

## Területi felosztása
A tartomány körzetei az új alkotmány szerint:
- Thikapa
- Mweka
- Luebo
- Ilebo
- Dekese